# مارسل گوتسلینگ
مارسل گوتسلینگ (انگلیسی: Marcel Gottschling؛ زادهٔ ۱۴ مهٔ ۱۹۹۴) بازیکن فوتبال اهل آلمان است.
از باشگاه‌هایی که در آن بازی کرده‌است می‌توان به باشگاه فوتبال هانزا روستوک اشاره کرد.